# Xavier Dorfman
Xavier Dorfman (Grenoble, 12 maggio 1973) è un canottiere francese.

## Palmarès
- Giochi olimpici

Sydney 2000: oro nel quattro senza pesi leggeri.
- Mondiali

Tampere 1995: argento nel due senza pesi leggeri.
Lago di Aiguebelette 1997: argento nel quattro senza pesi leggeri.
Colonia 1998: argento nel quattro senza pesi leggeri.
St. Catharines 1999: bronzo nel quattro senza pesi leggeri.
Lucerna 2001: oro nell'otto pesi leggeri, bronzo nel quattro senza pesi leggeri.